# Ceków-Kolonia
Ceków-Kolonia – wieś w Polsce położona w województwie wielkopolskim, w powiecie kaliskim, w gminie Ceków-Kolonia.
Przez miejscowość przebiega droga wojewódzka nr 470.
W latach 1954–1972 miejscowość należała i była siedzibą władz gromady Ceków Kolonia. W latach 1975–1998 miejscowość administracyjnie należała do województwa kaliskiego.
Miejscowość jest siedzibą gminy Ceków-Kolonia.